# Kongenital muskulär torticollis
Torticollis leder hit. Akut torticollis, se nackspärr
Kongenital muskulär torticollis (benämns ofta enbart torticollis).
Torticollis betyder "sned hals" och innebär en felställning av huvudet, där barnet ofta lutar huvudet åt en sida och roterar (vrider) det åt motsatta sidan. Muskel sternocleidomastoideus är påverkad, antingen förkortad eller kontraherad (sammandragen), den påverkade muskeln blir oftast starkare än den andra sidans muskel. Kongenital torticollis drabbar ca 0.3- 2,0 % av alla spädbarn (1). Orsaken har diskuterats under en lång tid, trolig orsak är att barnet legat trångt under graviditeten, vanligast är att det drabbar förstfödda barnet. Förlossningskomplikationer nämns också ofta som orsak men det är frågan vad som är effekt och vad som är orsak, för flertalet av barnen med torticollis har förlossningen inte varit komplicerad, det är dock vanligare med ex. sätesbjudning, höftluxation för dessa barn än för populationen generellt (2).
Kongenital torticollis behandlas med sjukgymnastik, hantering för att stimulera symmetri, töjning för ökad rörlighet och styrketräning för att minska muskelimbalansen.
Viktigt är att barnet undersöks av läkare för att utesluta andra mer ovanliga orsaker som kan ge en felställning av huvudet ex. kotmissbildning, skelnings torticollis mm
För barn med torticollis finns ökad risk för att få en sned skalldeformitet s.k. plagiocephaly, att variera barnets huvudställning i ryggliggande samt att ge mycket vakentid på mage förebygger och kan minska asymmetrin (3, 4).